# Montagnac-sur-Lède
 Montagnac-sur-Lède  là một xã thuộc tỉnh Lot-et-Garonne trong vùng Nouvelle-Aquitaine phía tây nam nước Pháp. Xã này nằm ở khu vực có độ cao trung bình 130 mét trên mực nước biển.